# 王配
王配（おうはい）は、一般に女王の配偶者に与えられる称号。国婿（こくせい）や王婿（おうせい）とも言う。
類義語である皇配（こうはい）についても本記事で併せて説明する。
英語では、prince consort（この語は皇配にも用いられる）またはking consort、emperor consortという。
以下、一般例として英語を用いて説明する。
ヨーロッパでは“prince”の称号が与えられることが通常であり（ただし、歴史的には後述のように“king”も存在した）、この場合の敬称は殿下である。王妃の男性版にあたるが、王妃の場合は女王と同じ“queen”の称号とともに陛下の敬称が付されるのとは、対照的である。

## 名称

### ヨーロッパにおける称号
ヨーロッパにおける王配の称号には、
1. “King Consort” - 「（君主の）配偶者たる王」の意。自身が国王（king）である場合と同様の称号を付与したものである。
2. “Prince Consort” - 「（君主の）配偶者たるプリンス（prince、公）」の意。princeは王族に与えられる称号である。
3. “Prince” - 前述のように王族に与えられる称号。最も一般的。

などがある。

### 日本語での訳語
中国や日本では存命の配偶者がいる女性が皇帝や天皇として即位した例がないこともあり、これらに対応した適切な訳語が存在しない。日本では外務省や宮内庁などの公式文書で用いられているものの、そもそも「王配」という言葉が報道記事ではまず用いられない。『大辞林』には解説があるが、その他『広辞苑』を始めとする中型国語辞典には収録されていないなど、「王配」は一般的な語句ではない。そこで他人の夫に対する敬称である「夫君」（ふくん：ご主人、旦那）が代わりに用いられることが多い。

## 現在存在する王配

### 在位中の王配
現在はいない。

### 将来に王配となりうる人物
| 名および 称号（原語） |  | 生年月日               | 国           | 配偶者                                 | 続柄                     |
| --- |  | ---------------------- | ------------ | -------------------------------------- | ------------------------ |
| ヴェステルイェートランド公ダニエル Hans Kunglig Höghet Prins Daniel av Sverige, Hertig av Västergötland （スウェーデン語： （ヴェステルイェートランド公爵ダニエル王子殿下） |  | 1973年9月15日 （51歳） | スウェーデン | 王太女ヴィクトリア (2010年6月19日結婚) | オーレ・ベストリング子息 |

## 歴史上の王配

### イングランド、スコットランド、イギリス
フランス王フランソワ2世
スコットランド女王メアリーの最初の王配。子はなし。“King Consort”の称号（上記1）。
 ダーンリー卿ヘンリー・ステュアート
スコットランド女王メアリーの2番目の王配。父は第4代レノックス伯マシュー・ステュアート。自身も王位継承権を有した。ジェームズ6世（イングランド王ジェームズ1世）の父。“King Consort”の称号（上記1）。
 ボスウェル伯ジェームズ・ヘップバーン
スコットランド女王メアリーの3番目の王配。ボスウェル伯爵家出身。子はなし。
 アンジュー伯ジョフロワ5世
イングランド君主（女王ではなかった）マティルダの夫。イングランド王ヘンリー2世の父。
 ギルフォード・ダドリー
イングランド女王（即位を認めない説もある）ジェーン・グレイの王配。
 スペイン王フェリペ2世
イングランド女王メアリー1世の王配。メアリーとの子はなし。“King Consort”の称号（上記1）。
 カンバーランド公ジョージ
イギリス（グレートブリテン）女王アンの王配。父はデンマーク＝ノルウェーの国王フレゼリク3世。子はいずれも夭逝。王族爵位のカンバーランド公爵位を受けたが、イギリス王配としての称号はなし。“Prince”の称号はデンマーク＝ノルウェー王子としてのもの。
 ザクセン＝コーブルク＝ゴータ公子アルバート
イギリス女王ヴィクトリアの王配。父はザクセン＝コーブルク＝ゴータ公エルンスト1世。エドワード7世の父。イギリスの女王の王配として初めて“Prince Consort”の称号（上記2）を受けた。
 エディンバラ公フィリップ
イギリス女王エリザベス2世の王配。ギリシャ系グリュックスブルク家の出身で、父はギリシャ王ゲオルギオス1世の第4王子アンドレアス。ヴィクトリア女王の玄孫であり、自身も順位は数百位と低いながら王位継承権を有した。チャールズ3世の父。“Prince of the United Kingdom”の称号（上記3）。

### オランダ
ヘンドリック・ファン・メクレンブルフ
女王ウィルヘルミナの王配。父はメクレンブルク＝シュヴェリーン大公フリードリヒ・フランツ2世。ユリアナの父。“Prins der Nederlanden”の称号（上記3）。
 ベルンハルト・ファン・リッペ＝ビーステルフェルト
女王ユリアナの王配。リッペ侯国最後の君主レオポルト4世の甥。ベアトリクスの父。“Prins der Nederlanden”の称号（上記3）。
 クラウス・ファン・アムスベルフ
女王ベアトリクスの王配。ドイツの貴族アムスベルク家の家長。ウィレム＝アレクサンダーの父。“Prins der Nederlanden”の称号（上記3）。

### スペイン
カディス公フランシスコ・デ・アシス
スペイン女王イサベル2世の王配。父はカディス公フランシスコ・デ・パウラ（イサベルの父フェルナンド7世の弟）。自身も王位継承権を有した。アルフォンソ12世の父。“Rey Consorte”の称号（上記1）。

### スウェーデン
ヘッセン＝カッセル方伯フリードリヒ1世
スウェーデン女王ウルリカ・エレオノーラの王配。妻が退位すると代わって自らがスウェーデン王フレドリク1世として即位。子はなし。

### デンマーク
ヘンリク
デンマーク女王マルグレーテ2世の王配。モンペザ伯爵家出身。称号は "Prinsgemal"（上記2）。女王即位の際、称号が "Kongegemal"（上記1）にならなかったことに落胆してたびたび不満を口にし、平等でないことを理由に死後、女王と同じ墓所への埋葬を拒否していた。

### ポルトガル王国
ペドロ3世
女王マリア1世の王配。マリアの父ジョゼ1世の弟で自身も王位継承権を有した。ジョアン6世の父。“Rei Consorte”の称号（上記1）。
 ロイヒテンベルク公アウグスト
女王マリア2世の最初の王配。父はフランス皇帝ナポレオン1世の養子ウジェーヌ・ド・ボアルネ。子はなし。“Príncipe Consorte”の称号（上記2）。
 フェルナンド2世
女王マリア2世の2番目の王配。ザクセン＝コーブルク＝コハーリ家出身。ペドロ5世、ルイス1世の父。“Rei Consorte”の称号（上記1）。

### ナポリ王国
アンドレア・ドゥンゲリア
ジョヴァンナ1世の王配。
ターラント公ルイージ
ジョヴァンナ1世の王配。
マヨルカ王ジャウメ4世
ジョヴァンナ1世の王配。
ブラウンシュヴァイク＝グルーベンハーゲン公オットー
ジョヴァンナ1世の王配。
ラ・マルシュ伯ジャック2世
ジョヴァンナ2世の王配。

### メリナ王国
Rainiharo
ラナヴァルナ1世の王配。
Rainijohary
ラナヴァルナ1世の王配。
ライニヴニナヒチニウニ
ラスヘリナの王配。
ライニライアリヴニ
3人の女王と結婚

### 新羅
飲葛文王
善徳女王の王配。
金魏弘
真聖女王の王配。

### グルジア王国
ユーリー・ボゴリュブスキー
タマルの王配。
ダヴィト・ソスラン
タマルの王配。
Ghias ad-Din
ルスダンの王配。

### プトレマイオス朝
セレウコス7世
ベレニケ4世の王配。
アルケラオス
ベレニケ4世の王配。
マルクス・アントニウス
クレオパトラ7世の王配。

### タヒチ王国
タポア
ポマレ4世の王配。
ポマレ・タネ
ポマレ4世の王配。

### Bhopal State
Baqi Muhammad Khan
Shah Jahan Begumの王配。
en:Siddiq Hasan Khan
Shah Jahan Begumの王配。
Ahmad Ali Khan Bahadur
Sultan Jahan Begumの王配。

### マジャパヒト王国
Cakradhara
トリブワナの王配。
Ratnapangkaja
スヒターの王配。

### その他
バルセロナ伯ラモン・バランゲー4世
アラゴン女王ペトロニラの王配。バルセロナ伯ラモン・バランゲー3世とプロヴァンス女伯ドゥルサの長男。アラゴン王兼バルセロナ伯アルフォンソ2世の父。“Princeps Aragonensis”の称号（上記3）。
神聖ローマ皇帝フランツ1世
ハンガリー女王、ボヘミア女王としてのマリア・テレジアの王配。神聖ローマ皇帝兼ハンガリー王兼ボヘミア王ヨーゼフ2世、レオポルト2世の父。
ハンガリーにおいてはマリア・テレジアの戴冠式の際、共同国王でも「王妃」でもないため私人としての出席しか同国の貴族に認められず、式への列席を断る羽目になった。
ヴィリアミ・ツンギ・マイレフィヒ
トンガ女王サローテ・トゥポウ3世の王配。
ジョン・オーウェン・ドミニス
ハワイ女王リリウオカラニの王配。
アルケラオス
ポントス女王ピュトドリダの王配。
Whatumoana Paki
マオリ女王テ・アタイランギカアフの王配。

## 共同国王
妻と共に共同君主である場合は王配ではなく（共同）国王なので区別を要する。この例としては以下の人物が挙げられる。
エルサレム国王フルク
ボードゥアン2世の娘メリザンドとの結婚に際し、王配を拒否して国王を要求し、共同国王となった。女王に先立って死去し、2人の息子のボードゥアン3世が代わってメリザンドとの共同君主となった。
神聖ローマ皇帝ハインリヒ6世
女王コスタンツァの共同君主としてシチリア国王を兼ねた。女王に先立って死去し、女王の死後は2人の息子のフリードリヒ2世が皇帝とシチリア国王を兼ねた。
シチリア国王マルティーノ1世
女王マリアの共同君主。自身もシチリア王家の血を引く。マリアとの子はなし。女王の死後も条約を無視して単独で王位を保ち、マルティーノ1世の死後にはその父アラゴン国王マルティン1世がシチリアの王位を短期間兼ねた後に死去した。
フランス国王フィリップ4世
女王フアナ1世の共同君主としてナバラ国王を兼ねた。女王の死後は息子のルイ10世がナバラの王位を継ぎ、フィリップ4世はナバラの王位を失った。
ナバラ国王フェリペ3世
女王フアナ2世（フランス王ルイ10世の娘）の共同君主。女王に先立って死去し、女王の死後は2人の息子のカルロス2世が王位を継いだ。
ヴァンドーム公アントワーヌ・ド・ブルボン
ナバラ女王フアナ3世（ジャンヌ・ダルブレ）の共同君主。女王に先立って死去した。ナバラ王位を継いだ後さらにフランス王位にも即いたアンリ4世の父。
神聖ローマ皇帝ジギスムント
皇帝即位以前、ハンガリー女王マーリアと結婚の後に自身もハンガリーの共同君主となった。女王の死後も単独で王位を保ち、マーリアとの子でないエリーザベトの夫アルブレヒトがハンガリー王位を含むジギスムントの君主位を全て継いだ。
ポーランド国王ヴワディスワフ2世
女王ヤドヴィガの共同君主。女王の死後も単独で王位を保ち、ヤドヴィガとの子でないヴワディスワフ3世が王位を継いだ。
ポーランド国王ステファン・バートリ
女王アンナの共同君主。女王に先立って死去した。子はなし。
アラゴン国王フアン2世
女王ブランカ1世の共同君主としてナバラ国王を兼ねた。女王の死後にナバラ王位を女王との子に自身の死まで譲らず、内乱となった。
アラゴン国王フェルナンド2世
女王イサベル1世の共同君主としてカスティーリャ国王を兼ねた（カスティーリャ国王としては「フェルナンド5世」を称した）。女王の死後はカスティーリャの王位は失い、イサベル1世との間の娘である女王フアナの摂政としてカスティーリャを治めた。
イングランド国王（兼スコットランド国王）ウィリアム3世
女王メアリー2世と同格の共同君主。自身もチャールズ1世の女系の孫で元来王位継承権を有し、女王の死後も単独で王位を保った。子はなし。

## 皇配
女帝（empress regnant）の配偶者を皇配（こうはい）あるいは皇婿（こうせい）という。英語では emperor consort、または王配と同様に prince consort となる。歴史上ほとんど存在した例がなく（エチオピア女帝ザウディトゥの夫ググサ・ウェルなど）、主に概念的な用語として用いられる。ただし、かつては日本の行政府による独特の用例があった。この語もまた、『広辞苑』などの中型国語辞典に収録されていない。

### 日本の行政府による使用事例
かつては、日本政府（主に外務省や宮内庁）では、現在では「国王」「大公」などの表現が用いられる外国君主に対し、「皇帝」の称号をもって表記していた（「ノルウェー国皇帝陛下」、「タイ国皇帝陛下」、「ブータン皇帝陛下」など。例えば、昭和62年(1987)1月20日付けの官報（昭和時代の号数で本紙第17975号）以前の官報を参照）。
これに関連して、「皇配殿下」との表現が使用されている。現在では、前述のように（女王の夫であれば）「王配殿下」と呼ぶ。

## 備考
- フェリックス・ド・ブルボン＝パルムは、ルクセンブルクの女大公シャルロットの夫で“prince de Luxembourg”の称号（上記3）を有し、女王に対しての王配に相当する人物であるが、「女大公の配偶者」を示す用語は日本語に存在しない（英語ではこの場合も prince consort である）。
- ジャック1世はモナコの女公（princess）ルイーズ＝イポリットの夫だった。「女公の配偶者」を示す用語も日本語に存在しない（英語ではこの場合も prince consort である）。
- アダム・アルベルト・フォン・ナイペルク、シャルル・ルネ・ド・ボンベルはパルマ公国の君主である女公爵（duchessa）マリア・ルイーザの夫だった。「女公爵の配偶者」を示す用語も日本語に存在しない。
- 中国では女性君主の男妾を「男寵」と称する。